# Malin Hansen-Hotopp
Malin Hansen-Hotopp (30 de diciembre de 1977) es una jinete alemana que compite en la modalidad de concurso completo. Ganó una medalla de plata en el Campeonato Europeo de Concurso Completo de 2023, en la prueba por equipos.

## Palmarés internacional
| Campeonato Europeo | Campeonato Europeo        | Campeonato Europeo | Campeonato Europeo |
| Año                | Lugar                     | Medalla            | Categoría          |
| ------------------ | ------------------------- | ------------------ | ------------------ |
| 2023               | Le Pin-au-Haras (Francia) | Medalla de plata   | Por equipos        |